# Стратегія подолання бідності

## Стратегія подолання бідності 2001 року
Першу українську Стратегію подолання бідності (2001 р.) було затверджено Президентом України з метою  зменшення  масштабів бідності  та усунення її найгостріших проявів. Основними принципами  зазначеної були: забезпечення економічного зростання, підвищення рівня продуктивної зайнятості населення та вжиття заходів щодо блокування  найгостріших проявів бідності, реформування системи соціальної підтримки населення шляхом консолідації всіх соціальних програм  і видів допомоги на основі оцінки сукупного доходу сім'ї, інтеграції осіб з обмеженими фізичними  можливостями  у  суспільне життя. Заходи Стратегії передбачалось виконувати в три етапи в період 2001-2009 рр. Передбачалось, що політика подолання  бідності  мала  поєднуватися  з  політикою становлення середнього класу.
 
Інструментом реалізації зазначеної стратегії була розробка та затвердження Урядом Комплексної програми забезпечення реалізації Стратегії подолання бідності. Метою Програми   було визначено   зменшення  масштабів  бідності, підвищення рівня життя населення,  а також  наданні  заходам  щодо подолання  бідності  в  умовах ринкової економіки упереджувального характеру.

## Стратегія подолання бідності 2016 року
Стратегія подолання бідності — документ, схвалений урядом України в 2016 році. Стратегія визначила механізми запобігання бідності в Україні та основні завдання з розв'язання цієї проблеми на період до 2020 року. Стратегія була підготовлена з метою виконання Цілей сталого розвитку (2015-2030 роки), схвалених на Саміті ООН у вересні 2015 року та Європейської соціальної хартії (переглянутої), що ратифікована Верховною Радою України у 2006 році. Метою Стратегії було визначено поетапне зниження в Україні масштабу бідності, соціального відчуження та запровадження нових механізмів її запобігання.
Стратегія підготовлена на виконання Плану заходів з імплементації Угоди про асоціацію між Україною та Європейським Союзом на 2014—2017 роки.
До опрацювання проекту Стратегії були залучені експерти ПРООН, ЮНІСЕФ, МОП.
Серед стратегічних напрямів зниження рівня бідності:
- сприяння зростанню доходів населення від зайнятості та виплат у системі державного соціального страхування,
- забезпечення доступу населення до послуг соціальної сфери незалежно від місця проживання,
- мінімізація ризиків соціального відчуження сільського населення,
- недопущення виникнення осередків хронічної бідності та соціального відчуження серед внутрішньо переміщених осіб.